# Тюльпан (селище)
Тюльпа́н (рос. Тюльпан) — селище у складі Первомайського району Оренбурзької області, Росія.

## Населення
Населення — 488 осіб (2010; 652 у 2002).
Національний склад (станом на 2002 рік):
- росіяни — 75 %

## Історія
Заснований 11 серпня 1981 року при однойменній станції споруджуваної залізничної гілки Погромне-Пугачов. 29 грудня 1981 року через станцію Тюльпан пройшов перший поїзд. Працює Зайкинський газопереробний завод (з 2001 року).